# Сладкарско изделие
Сладкарски изделия (сладкарство, сладки, сладкиши) е общото название на висококалорични и лесноусвоими хранителни продукти с високо съдържание на захар, отличаващи се с приятен вкус и аромат. Основни продукти от които се произвеждат сладкарски изделия са: брашно (пшеничено, царевично, ръжено, овесено и др.), захар, мед, плодове, мляко (прясно и кисело), масло, яйца, мая, карамел, какао, орехи, бакпулвер, лимонена киселина, желатин, вкусови и ароматични добавки.

## Видове сладкарски изделия
В зависимости от използваните съставни части, сладкарските изделия биват две основни групи – захарни и тестени.
- Торта

Тортата (от италиански Torta) е сладкарско изделие, обикновено в кръгла форма и на етажи (тестените блатове се редуват със слоеве крем) и украсено с плодове, ядки, шоколад, сметана и други, което се приготвя и поднася при по-специални случаи – рождени и именни дни, юбилеи и подобни.
- Сладка – конфитюр, мармалад

Сварени в сладък сироп плодове или ягоди, класифицирани в зависимост от технологията на приготвяне и консистенция на готовия продукт.
- Вафли

Сухо печиво от особен вид, приготвяно от маслено тесто, състои се от тънки слоеве, изпечени в специални форми (преса), които се намазват с различни видове пълнеж
шоколад, фъстъчено масло).
- Желе

Сладко от плодов или ягодов сок, сварен със захар и желиращо вещество (желатин).
- Бонбони

Дребни сладкиши, произведени от захар, карамел, шоколад или комбинация от тях и плодове и ядки.
- Шоколад

Разбита какаово, какаово-млечна смес, ядки, сушени плодове и др.
- Кремове

Десертни блюда състоящи се най-често от еднородна маса от мляко, яйца, нишесте, плодове, масло, карамел и т.н.
- Сладолед

Замразена подсладена и ароматизирана млечно-плодова, сметанова или комбинирана смес.
- Мусове

Сладкарки продукт от разбита шоколадова, плодова, ягодова и т.н. маса с яйца или желатин.
- Печива

Тестени изделия, произведени от брашно, захар, яйца, мая, сода бикарбонат, ароматизатори, сиропирани след изпичане или намазани с различни кремове и сосове.

## Захарни изделия
В България, когато се говори за сладкарски изделия, които са продукти на хранителната промишленост и се предлагат в опакован вид, се наричат захарни изделия, а не сладкарски. За сладкарски се приемат само тези, които се приготвят в домашни условия, или се предлагат прясно приготвени в спезиализираните заведения за хранене (сладкарници, кафетарии, ресторанти и т.н.)
В това число почти всички видове какао, шоколад и шоколадови продукти – също се наричат захарни изделия, дори когато продуктите не включват захар (като натурален шоколад или натурално какао).
От своя страна захарта се приема като основен кулинарен продукт (като брашното) или като един от основните овкусители наред със солта.